# Шпенге
Шпенге (нім. Spenge) — місто в Німеччині, знаходиться в землі Північний Рейн-Вестфалія. Підпорядковується адміністративному округу Детмольд. Входить до складу району Герфорд.
Площа — 40,244 км2. Населення становить 14 419 ос. (станом на 31 грудня 2020).

## Географія

### Адміністративний поділ
Місто  складається з 5 районів:
- Бардюттінгдорф
- Гюккер-Ашен
- Ленцинггаузен
- Шпенге
- Валленбрюк